# ゲーテ賞
フランクフルト・アム・マインのゲーテ賞（独: Der Goethepreis der Stadt Frankfurt am Main）は、ドイツの文化賞である。ゲーテ研究家エルンスト・ボイトラーらの提案で1926年に設立された。現在は3年に一度、ゲーテの誕生日である8月28日にパウロ教会で授賞が行なわれている。現在の賞金は5万ユーロである。なお戦後の東ドイツでも東ベルリンで別のゲーテ賞が開催されていた（1949年-1989年）。

## 受賞者
設立以降の歴代受賞者。なお1933年から1942年にかけてはナチスの政権下で行なわれたため、この間は当時の体制賛同者が多く受賞している（コルベンハイアー、シェーファー、ステール、ステーゲマン、ミーゲル）。
- 1927年 シュテファン・ゲオルゲ, 詩人
- 1928年 アルベルト・シュヴァイツァー, 医師・哲学者
- 1929年 レーオポルト・ジークラー, 哲学者
- 1930年 ジークムント・フロイト, 精神分析学者
- 1931年 リカルダ・フッフ, 詩人
- 1932年 ゲアハルト・ハウプトマン, 作家
- 1933年 ヘルマン・ステール, 詩人
- 1934年 ハンス・プフィッツナー, 音楽家
- 1935年 ヘルマン・ステーゲマン, 著述家
- 1936年 ゲオルク・コルベ, 彫刻家
- 1937年 エルヴィン・グイード・コルベンハイアー, 詩人、哲学者
- 1938年 ハンス・カロッサ, 医師、作家
- 1939年 カール・ボッシュ, 化学者
- 1940年 アグネス・ミーゲル, 詩人
- 1941年 ヴィルヘルム・シェーファー, 詩人
- 1942年 リヒャルト・クーン, 化学者
- 1945年 マックス・プランク, 物理学者
- 1946年 ヘルマン・ヘッセ, 作家
- 1947年 カール・ヤスパース, 哲学者
- 1948年 フリッツ・フォン・ウンルー, 作家
- 1949年 トーマス・マン, 作家
- 1952年 カール・ツックマイヤー, 作家
- 1955年 アネッテ・コルプ, 詩人
- 1958年 カール・フリードリヒ・フォン・ヴァイツゼッカー, 自然学者、哲学者
- 1960年 エルンスト・ボイトラー, 著述家
- 1961年 ヴァルター・グロピウス, 建築家
- 1964年 ベノ・ライフェンベルク, 著述家、ジャーナリスト
- 1967年 カルロ・シュミット, 学者、政治家
- 1970年 ルカーチ・ジェルジ, 哲学者、文学者
- 1973年 アルノー・シュミット, 著述家
- 1976年 イングマール・ベルイマン, 映画監督
- 1979年 レイモン・アロン, 社会学者、出版者
- 1982年 エルンスト・ユンガー, 著述家
- 1985年 ゴーロ・マン, 歴史家
- 1988年 ペーター・シュタイン, 演出家
- 1991年 ヴィスワヴァ・シンボルスカ, 詩人
- 1994年 エルンスト・ゴンブリッチ, 芸術史家
- 1997年 ハンス・ツェンダー, 作曲家、指揮者
- 1999年 ジークフリート・レンツ, 作家
- 2002年 マルツェル・ライヒ＝ラニツキ, 著述家、文芸批評家
- 2005年 アモス・オズ, 作家
- 2008年 ピナ・バウシュ, 振付師、舞台監督
- 2011年 アドニス, 詩人
- 2014年 ペーター・フォン・マット, 文献学者
- 2017年 アリアンヌ・ムヌーシュキン, 映画監督、舞台監督
- 2020年 ジェヴァド・カラハサン, 作家
- 2023年 バーバラ・ホーニッヒマン, 作家